# Benátská vila

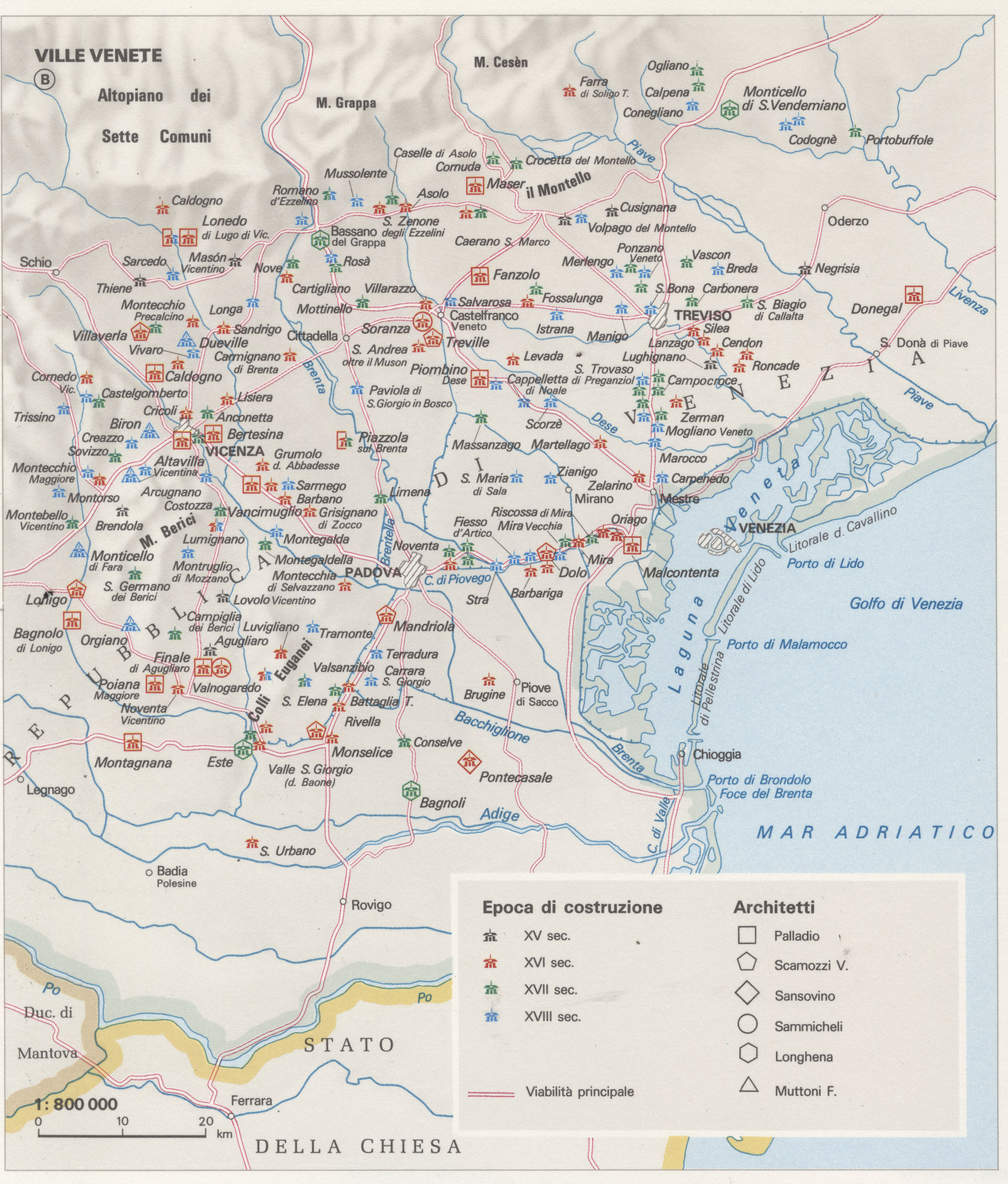
Mapa s benátskými vilami.

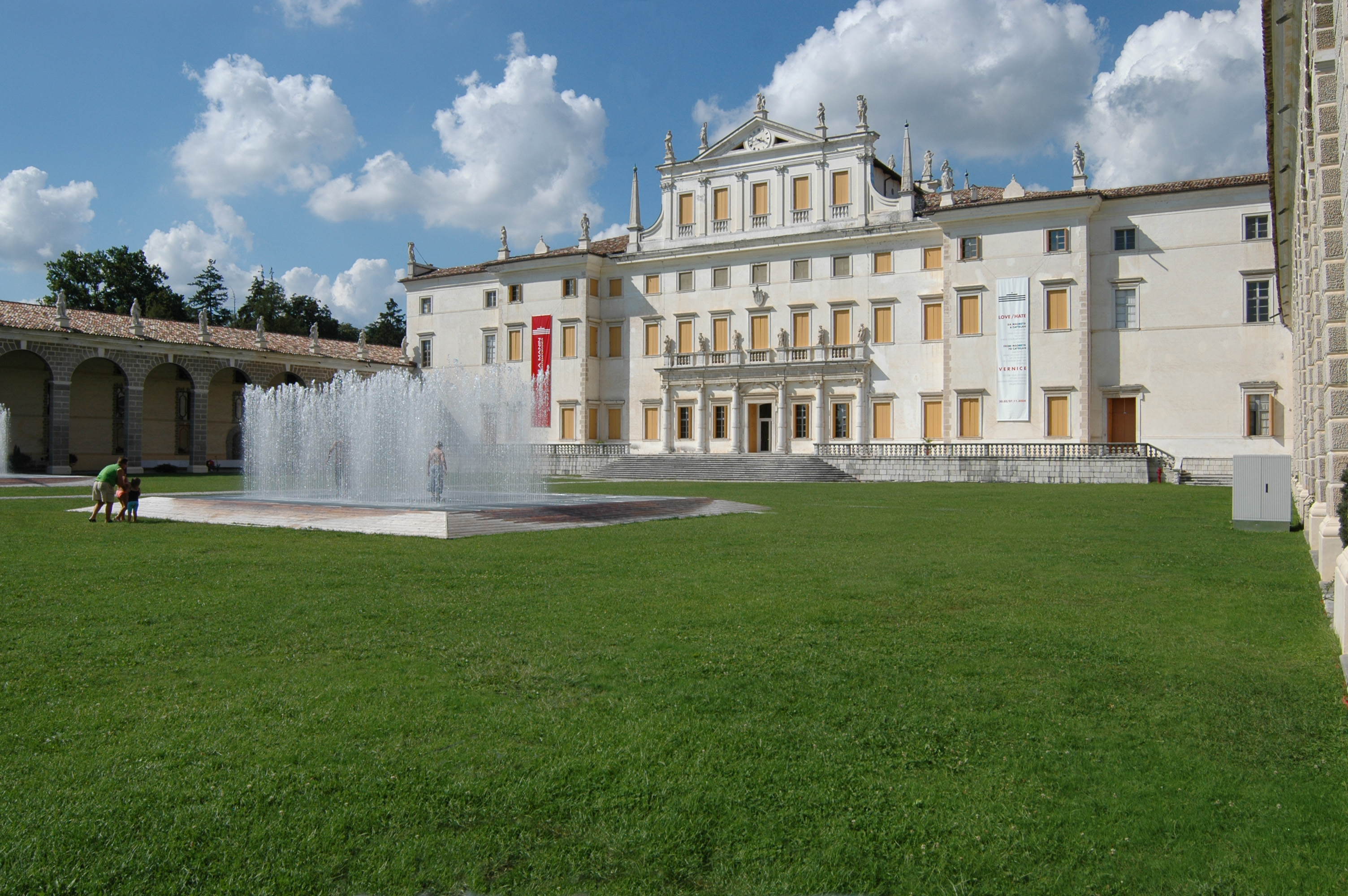
Villa Manin od Domenica Rossiho v Passariano di Codroipo.

Benátská vila je typ patricijského sídla založeného aristokracií Benátské republiky, které vznikaly v zemědělských oblastech Domini di Terraferma (dominia "vnitrozemské části" Benátské republiky) mezi koncem 15. a 19. stoletím.
V této době bylo postaveno více než čtyři tisíce benátských vil, z nichž mnohé jsou dodnes zachovány a chráněny Regionálním institutem pro benátské vily. Vily se nacházejí v celém Benátsku, zejména v oblasti Riviera del Brenta a některých nížinách Furlanska-Julského Benátska. V Benátsku je v současnosti 3 807 vil a ve Furlansku 436. Přibližně 80 % vil je v soukromém vlastnictví, 5 % patří katolické církvi a zbytek je ve veřejném nebo smíšeném vlastnictví. Vily jsou spojeny se jmény velkých architektů, jako byli Andrea Palladio, Vincenzo Scamozzi, Jacopo Sansovino, Giovanni Maria Falconetto a výjimečných umělců, jako byli Veronese, Tiepolo a Zelotti. V 16. století vznikl díky architektu Andreovi Palladiovi specifický typ benátské vily (24 vil), označovaný jako palladiánská vila: benátské Palladiovy vily byly zapsány na seznam světového dědictví UNESCO.

## Historie

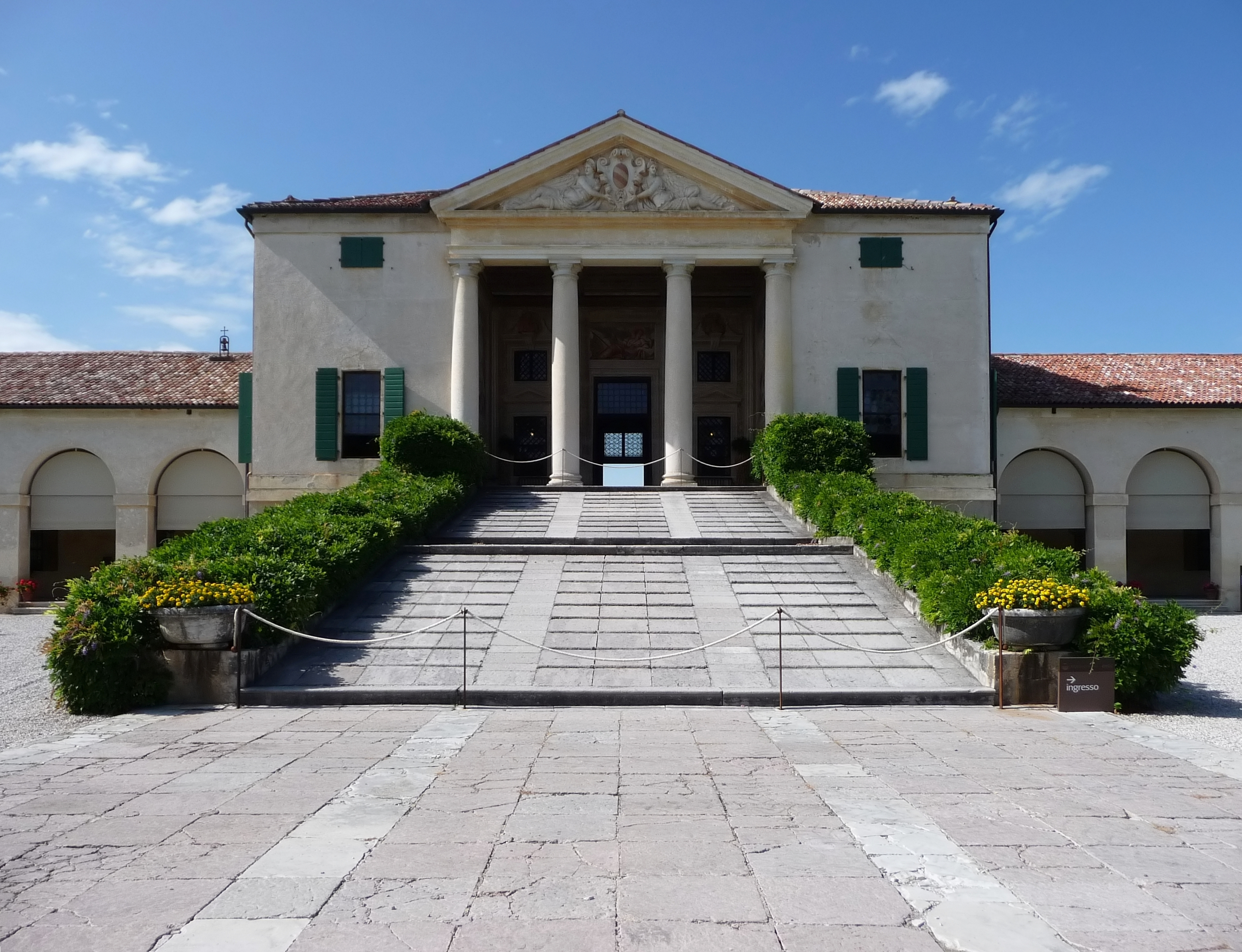
Villa Emo ve Fanzolo di Vedelago od Andrea Palladio.

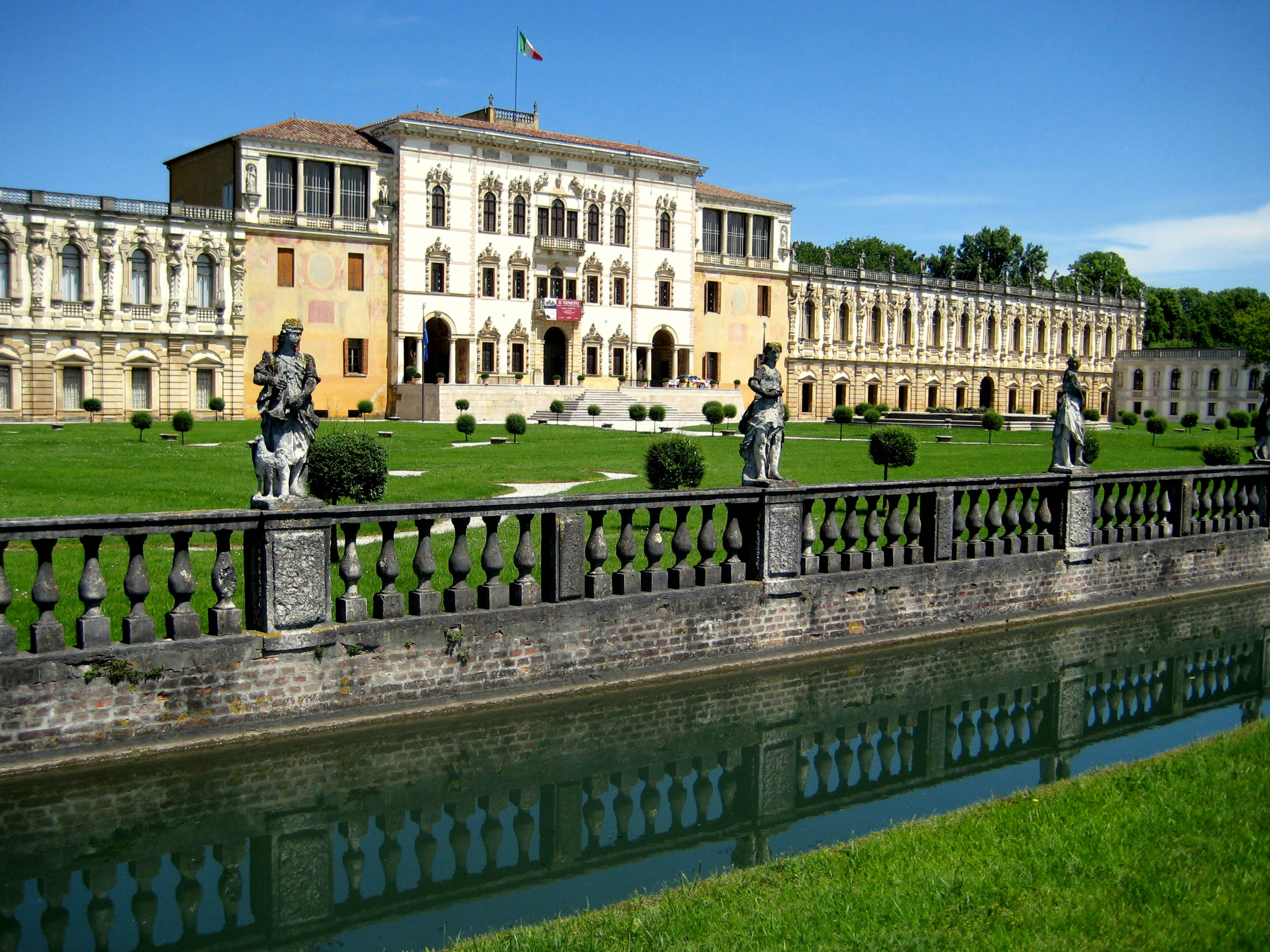
Villa Contarini v Piazzola sul Brenta, jedna z největších benátských vil.

### Počátky
Benátské dobývání benátsko-fríské pevniny, k němuž došlo ve 14. a 15. století, vedlo k tomu, že se benátská šlechta začala stále více zajímat o pozemkový majetek. Rozsáhlé majetky byly doprovázeny velkými investicemi do zemědělství, které často pocházely z příjmů rodinných obchodníků, ale které se následně vyplácely podle produktivity statků. Symbolem tohoto "světa" byla benátská vila, v níž se spojovala jak estetika a vznešenost panského sídla, tak budovy nezbytné pro správu okolních statků. Na rozdíl od jiných vilových systémů měla benátská vila tedy dvojí funkci, jednak reprezentační a rekreační, jednak jako výrobní centrum. K tomuto vývoji došlo také díky benátským obchodníkům, kteří nesměřovali pouze výhradně ke Středozemnímu moři (v rozporu s často převládající "legendou"), ale udržovali i pravidelnou obchodní službu např. s Flandry (případně lze zmínit i zájmy Benátské baltské společnosti). Benátky zůstaly hlavní obchodní velmocí až do roku 1797, kde si obchod udržel význam (i když jeho podíl na světovém obchodu klesal) i poté, co euroatlantické mocnosti otevřely nové obchodní cesty a prozkoumaly nová území. Tím byla také uspokojena potřeba Benátčanů vrátit se na pevninu a do přírody, která se ve městě úzkých uliček a lagunových horizontů stala téměř mýtem.
Rozvoj benátských vil se časově shodoval se staletími dlouhého míru, který na pevnině zajistila Benátská republika. Představovaly rozsáhlá centra zemědělského, řemeslného, kulturního a občanského hospodářského rozvoje v oblasti, kde byla zaručena bezpečnost a výborné spojení s pevninou a řekami. Struktura "pevninské" vily našla svůj základ v hradech, které se většinou nacházely na vyvýšených místech s krajinářskou hodnotou. Hrady se postupně přestaly využívat a benátská šlechta začala s jejich přestavbou na vily; postupem času přidávala stále více stylových prvků typických pro městskou architekturu, až vypracovala model, který měl svůj vrchol v palladiánských rezidencích. Tímto vývojem docházelo ke "kulturní výměně", která trvala po staletí - benátský styl byl exportován do elegantních rezidencí na benátské pevnině, zatímco láska k venkovu a kopcovitým horizontům ovlivnila zejména benátské umění 16. století, jak dokládají díla Giorgioneho a Tiziana.

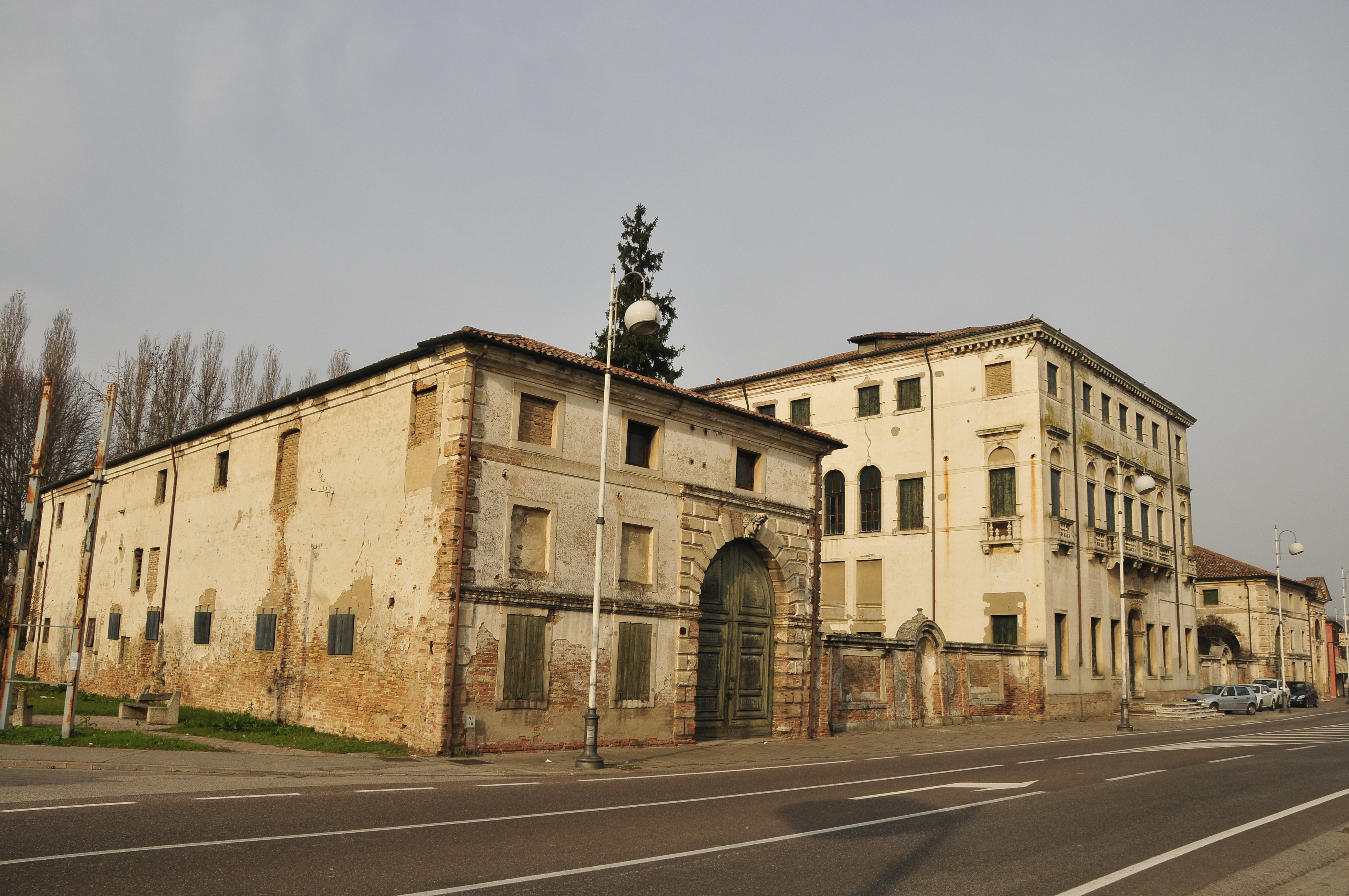
Palazzo Priuli Ballan v Piove di Sacco.

### Další vývoj
Po počátečním období skutečné agronomické angažovanosti v této oblasti se vila stala módou, která se rozšířila do té míry, že šlechtické rodiny vynakládaly obrovské částky na stavbu vil, které se používaly pouze v létě, od předvečera svátku svatého Antonína Paduánského (13. června) do konce července nebo nejpozději do sklizně. Stavba vily ztratila svůj rustikální nádech, zvětšila se a co do vnitřní výzdoby se vyrovnala honosnosti městských paláců. Byla také obohacena o rozsáhlé zahrady bujně osázené exotickými rostlinami a vzorovanými živými ploty, v nichž byly vytvořeny složité vodní prvky. Tyto stavby měly ve všech ohledech tendenci konkurovat mezinárodním vzorům, jako byl palác francouzských králů ve Versailles, jemuž se někteří bohatí statkáři hodlali vyrovnat a někdy při tom spotřebovali celé rodinné jmění.

## Struktura

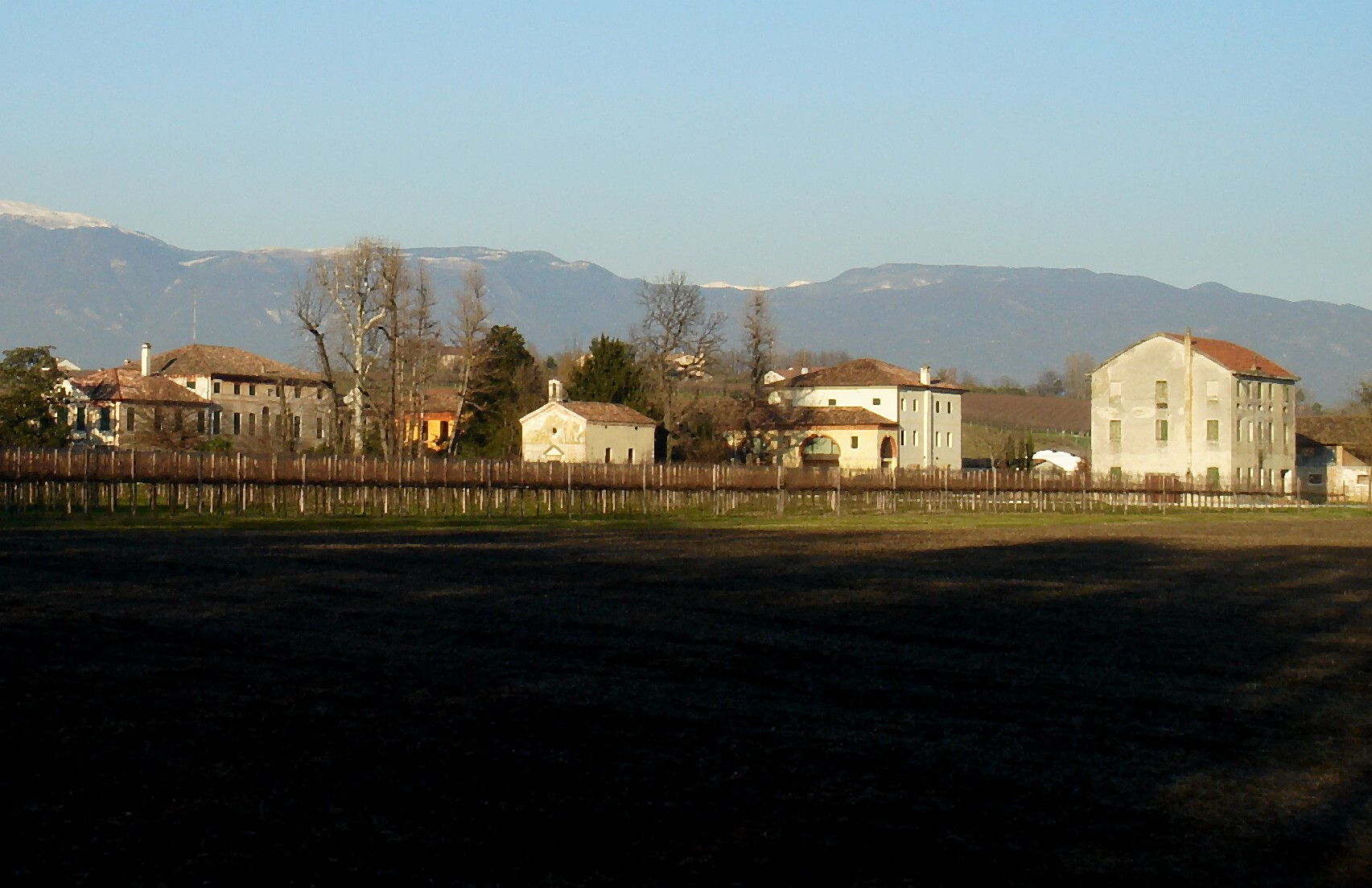
Pohled na typickou benátskou vilu (Villa Malvolti di Castello Roganzuolo) s hlavní budovou, barchessou a přístavky, vše v rozlehlém zemědělském areálu.

### Typická benátská vila
Typická stavba benátské vily je vložena do velkého zemědělského pozemku. Středem komplexu je ústřední architektonické těleso (vila nebo zámeček či statek), sídlo majitelů (propracované a zdobné jako reprezentační místo), ale i letovisko; téměř všechny vily neměly zimní vytápění ani kuchyňský systém. Vedle domu určeného pro panské sídlo se nacházely budovy určené pro zemědělské práce: sklady, skleníky atd. Výjimečná architektonická struktura umožnila rozkvět všech dekorativních umění souvisejících s architekturou: sochařství, malířství, freskové výzdoby a truhlářství, zahradního umění regulujícího množství vody potřebné pro fontány a jezírka.
V Benátsku se zrodil zvláštní typ budovy, tzv. barchessa. Jednalo se o jednotnou, zpravidla podlouhlou budovu, v níž se skladovalo zboží a vybavení. Barchessa představovala poměrně velkou inovaci, protože dala dvorskou architektonickou formu potřebám, které byly do té doby považovány za "nehodné cti".

### Palladiovy vily

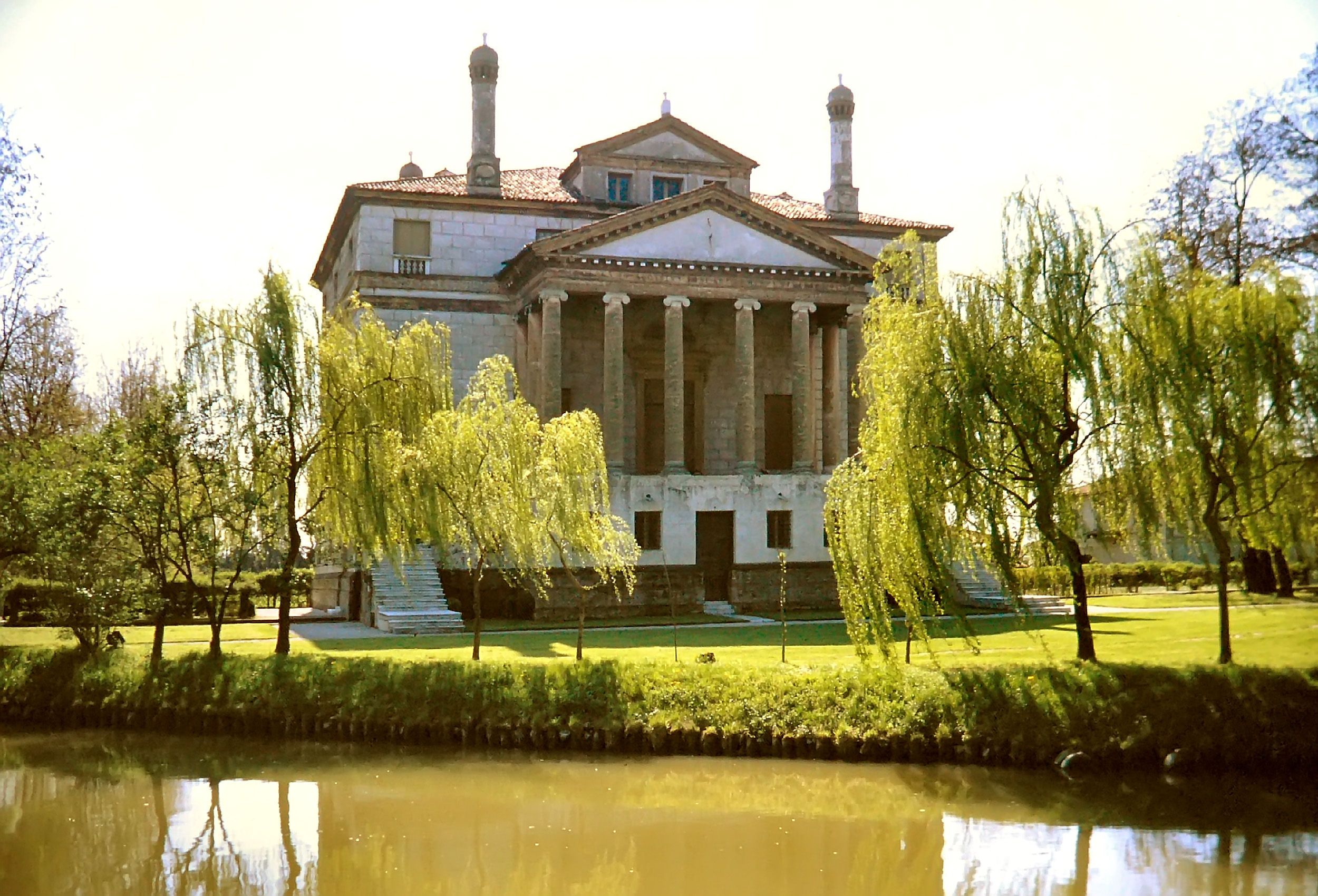
Villa Foscari známá jako La Malcontenta od Andrea Palladio.

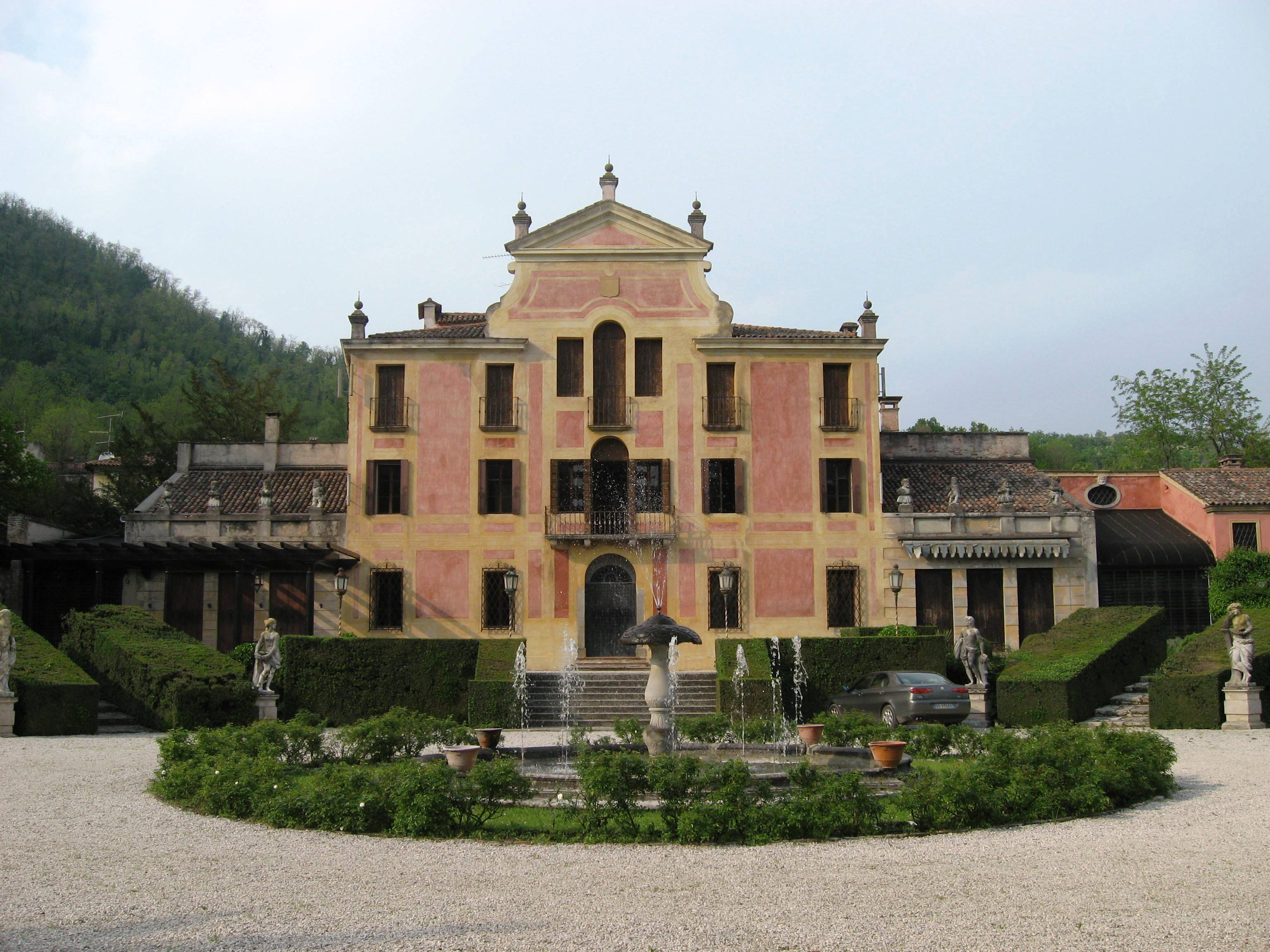
Villa Barbarigo ve Valsanzibio.

Pověst architekta Andrey Palladia byla v počátcích jeho tvorby, a dokonce i po jeho smrti, založena na jeho schopnostech projektanta vil. Vily, které postavil, jsou soustředěny především v provincii Vicenza. Kolem poloviny 16. století si je objednávaly nejvýznamnější místní rodiny, především šlechtici, ale také někteří příslušníci vyšší střední třídy Benátské republiky. Také díky jejich popisům a podrobným nákresům, které Palladio zveřejnil ve svém pojednání I quattro libri dell'architettura ("Čtyři knihy o architektuře"; 1570), se Palladiovy vily staly předmětem studia evropských architektů po celá následující staletí, kteří se jimi inspirovali při realizacích. V letech 1994 až 1996 bylo 24 Palladiových vil v regionu Benátsko spolu s městem Vicenza zapsáno na seznam světového dědictví UNESCO.

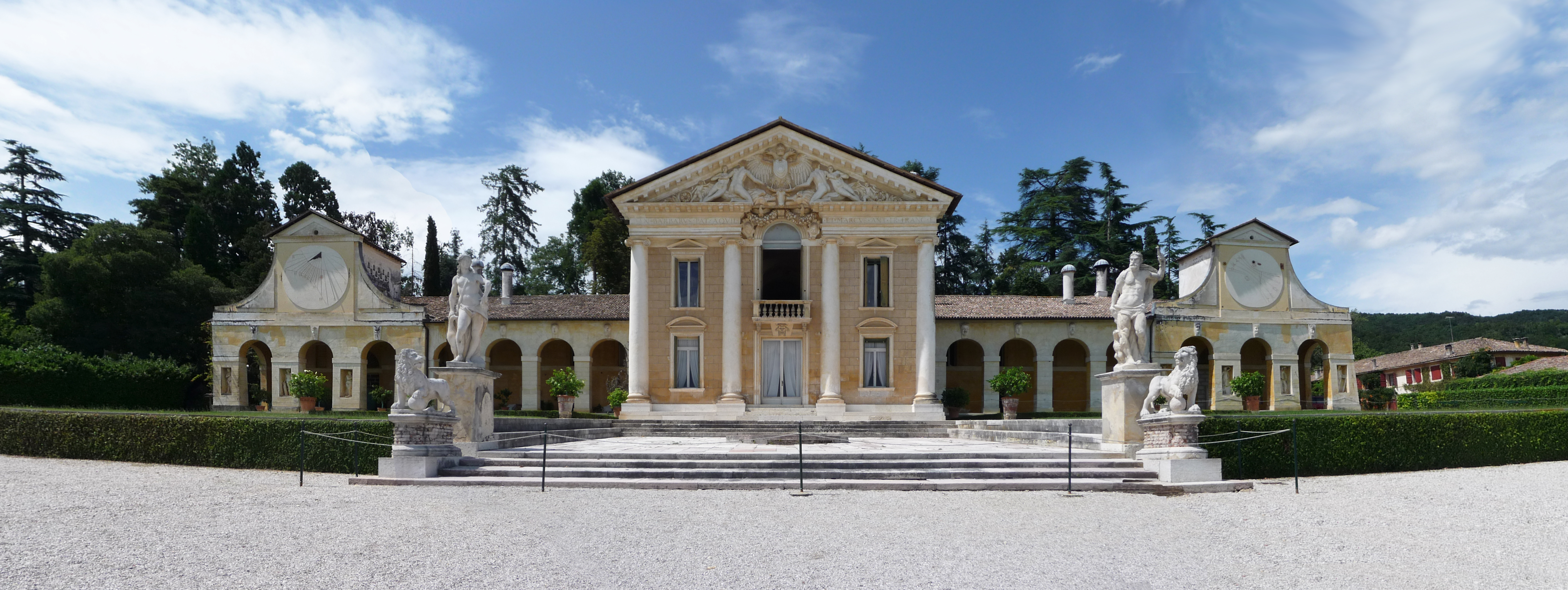
Villa Barbaro v Maser, Andrea Palladio.

## Galerie

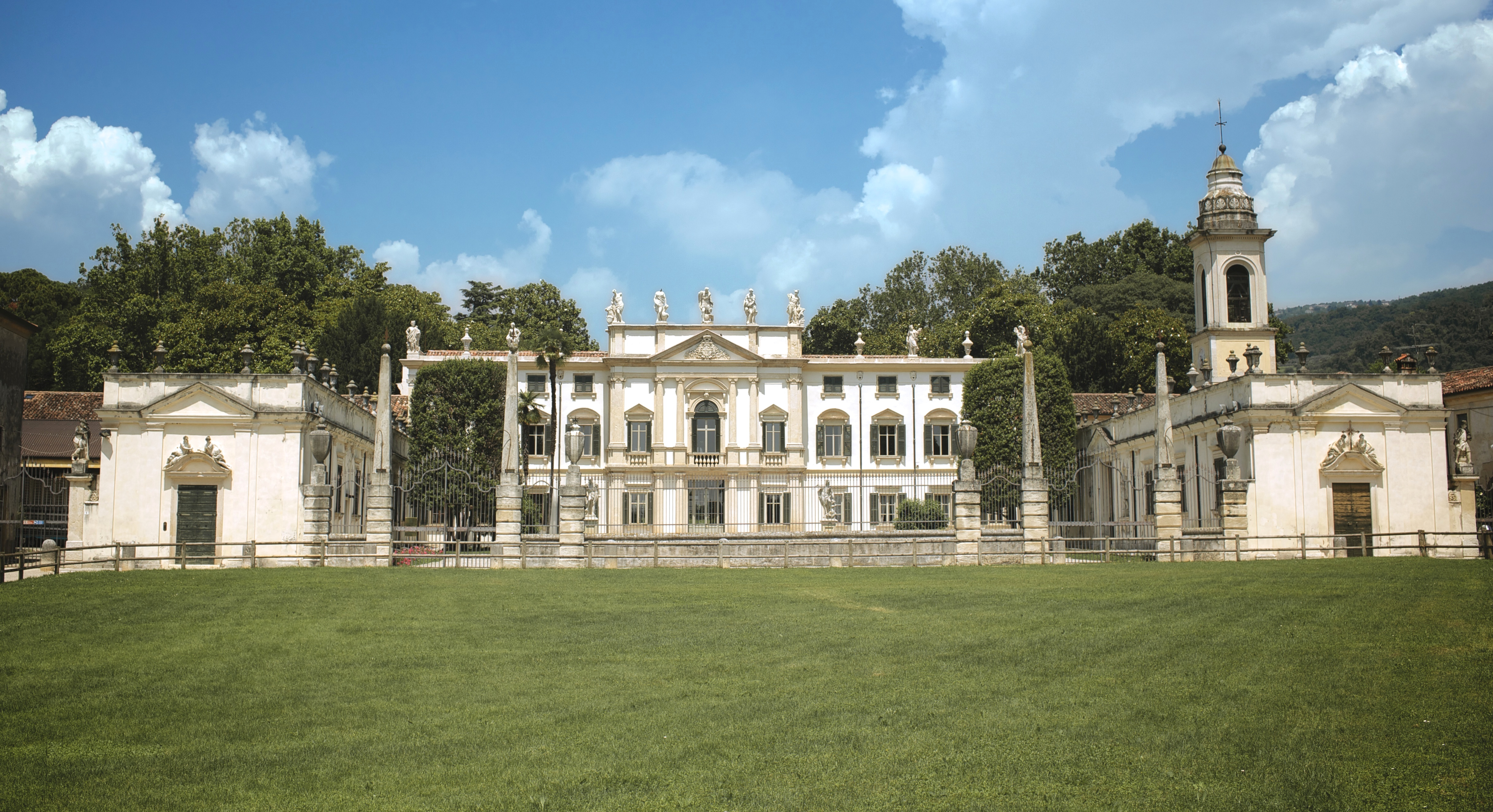
Villa Mosconi Bertani v Arbizzano di Negrar u Verony.

- Villa Molin v Mandriole.
- Villa Pisani ve Stra.
- Villa Badoer ve Fratta Polesine.
- Villa Roberti v Brugine.

## Související
- Vila
- Palladiovy vily v Benátsku
- Barchessa
- Riviera del Brenta